# Battlestar Galactica

Logo franczyzy Battlestar Galactica

Battlestar Galactica (pol. Gwiazda bojowa Galaktyka) – Amerykańska franczyza multimedialna  z gatunku militarne science fiction, zapoczątkowana przez serial telewizyjny fantastycznonaukowy o tej samej nazwie. Pierwsza wersja serialu została stworzona w roku 1978 przez Glen A. Larsona, a w roku 1980 powstała krytycznie przyjęta przez publikę kontynuacja, której produkcję przerwano po nakręceniu 10 odcinków. Po emisji serii wydano adaptacje książkowe, powieści, komiksy i gry komputerowe z uniwersum Battlestar Galactica.
W roku 2003 wyemitowano miniserial, będący pilotem remake’u serialu, stworzony przez Ronalda D. Moore’a i Davida Eicka. W roku 2004 powstał pierwszy sezon nowego serialu, na który złożyły się ostatecznie cztery serie. 21 marca 2009 kanał Sci-Fi Channel wyemitował ostatni odcinek nowego serialu. Oprócz standardowych odcinków, stworzono kilka dodatkowych elementów do nowego serialu. 24 listopada 2007 roku w telewizji amerykańskiej i kanadyjskiej miała miejsce premiera filmu Battlestar Galactica: Razor, będącego pilotem czwartego sezonu serialu (4 grudnia tegoż roku wydana została rozszerzona wersja tego filmu na DVD).

## Fabuła
Wszystkie produkcje spod znaku Battlestar Galactica – pomimo sporych różnic – łączy podstawowy zarys fabularny.
W pewnej odległej części galaktyki cywilizacja ludzka tworzyła federację dwunastu planet, zwaną Dwunastoma Koloniami. Badania nad sztuczną inteligencją doprowadziły do stworzenia rasy cybernetycznych maszyn – Cylonów. Ich bunt doprowadził do wyniszczającego konfliktu. Po latach zmagań Cyloni wycofali się i zniknęli w przestrzeni kosmicznej, jednak wojna nie została zakończona. Kilkadziesiąt lat później postanowili zaatakować ponownie. Dzięki pomocy niejakiego Baltara, Cyloni uzyskali dostęp do systemów obronnych Dwunastu Kolonii i przypuścili szturm, w wyniku którego rasa ludzka została niemal doszczętnie zniszczona. Z pogromu ocalał jeden okręt bojowy starego typu – „Battlestar Galactica” – oraz pewna liczba statków cywilnych. Pod dowództwem komandora Adamy ocaleni ludzie podejmują się zadania odnalezienia na wpół mitycznej Trzynastej Kolonii, znanej też jako Ziemia.

## Pierwsze serie (1978 i 1980)

### Battlestar Galactica(1978)
W wielu wywiadach Glen A. Larson – pomysłodawca i producent wykonawczy Battlestar Galactica – powiedział, że na pierwszy pomysł związany z tym serialem wpadł już w późnych latach 60., tytułując go wtedy Adam’s Ark (Arka Adama). Wtedy jednak, podobnie jak przez wiele następnych lat, nie udało mu się uzyskać zielonego światła dla produkcji swojego show.
Serial Battlestar Galactica został ostatecznie wyprodukowany na fali sukcesu filmu Gwiezdne wojny (1977).

### Galactica 1980
Jesienią 1979 roku władze stacji ABC rozpoczęły rozmowę z twórcą Battlestar Galactica – Glenem A. Larsonem – na temat przedłużenia serii. Postanowiono, że osią fabuły stanie się przybycie Floty Kolonialnej do współczesnej Ziemi. Rozpoczęto produkcję zatytułowaną Galactica 1980. Tak jak w przypadku poprzedniej serii, postanowiono, że kolejne odcinki kontynuacji będą ukazywać się co tydzień. Pomimo tego, że podczas premiery Galactica 1980 odniosła pewien sukces, serial nie zdobył takiej popularności jak pierwotny i został zdjęty z anteny zaledwie po 10 odcinkach.

## Battlestar Galactica(2003/2004–2009)
W roku 2003 wytwórnia Universal Television rozpoczęła produkcję nowej wersji Battlestar Galactica. Wykonawcami okazały się stacje Sky1 i Sci-Fi Channel, z Ronaldem D. Moore’em i Davidem Eickiem na czele zespołu produkcyjnego. Edward James Olmos zgodził się przyjąć rolę komandora Adamy, podczas gdy Mary McDonnell – rolę pani prezydent Roslin.

### Serial telewizyjny
W grudniu 2003 amerykański Sci-Fi Channel wyemitował trzygodzinną mini-serię o nazwie Battlestar Galactica. Produkcja odniosła taki sukces, że ostatecznie postanowiono rozwinąć nową wersję BSG do pełnowymiarowego serialu. Trzygodzinną mini-serię traktuje się jako osobną produkcję i jednocześnie odcinek/film pilotażowy (1x00) do serialu, który zadebiutował na antenie niecały rok po nadaniu mini-serii.

### Webisodes: The Resistance
The Resistance (Ruch oporu) to pierwszy zestaw krótkich odcinków internetowych (tzw. „webisodów”), który został wyprodukowany, aby wypromować trzeci sezon serialu. Ukazują one wydarzenia dziejące się pomiędzy drugim a trzecim sezonem, zagrała w nich część głównej obsady. Fabuła została zaplanowana tak, by nie zdradzić, co stanie się na początku sezonu trzeciego. Jednocześnie była ona tak skonstruowana, że widzowie, którzy pominęli webisody i przystąpili od razu do oglądania standardowych odcinków, nie odczuli widocznej luki fabularnej.
Każdy z dziesięciu wydanych webisodów The Resistance trwał około trzech minut. Były publikowane dwa razy w tygodniu do momentu premiery sezonu 3.

### Webisodes: Razor Flashbacks
Razor Flashbacks to drugi zestaw krótkich odcinków internetowych („webisodów”), który został wyprodukowany, aby wypromować premierę filmu telewizyjnego o nazwie Razor. Akcja siedmiu odcinków rozgrywa się w czasach końcowej fazy pierwszej wojny z Cylonami, kiedy William Adama był pilotem myśliwca. Obecnie webisody te dostępne są na wersji DVD Battlestar Galactica: Razor, ponadto część z nich umieszczono jako dodatkowy materiał do filmu na DVD (wersja podstawowa była wyświetlana w telewizji).

### Webisodes: The Face of the Enemy
Pod koniec maja 2008 zapowiedziano produkcję trzeciego zestawu krótkich odcinków internetowych, których premiera miała mieć miejsce podczas siedmiomiesięcznej przerwy pomiędzy 10 a 11 odcinkiem 4 sezonu. The Face of the Enemy miało premierę 12 grudnia 2008 na SciFi.com. Webisody można również obejrzeć na Hulu.com i iTunes Store.

### The Plan(film telewizyjny)
The Plan to zapowiedziany na jesień 2009 film telewizyjny, który składać się będzie z ujęć serialu, klipów obecnych w Internecie, a także nowo nakręconych scen. Fabuła umiejscowiono w trakcie ataku Cylonów na Dwanaście Kolonii oraz jakiś czas po zagładzie niemal całej ludzkości; opowiadać będzie o poczynaniach Cylonów względem ocalałych z zagłady ludzi.
Film w pierwszej kolejności dostępny będzie na DVD oraz sklepach internetowych (29 października 2009). Następnie zostanie wyemitowany przez amerykańską telewizję Sci-Fi w 2010 roku.

### Caprica
Po zakończeniu emisji Battlestar Galactica 21 marca 2009 rozpoczęto prace nad nowym serialem (tzw. spin-offem BSG) o tytule Caprica (od nazwy jednej z głównych planet Dwunastu Kolonii). Pierwszy odcinek wyemitowano 22 stycznia 2010, emisję zakończono po jednej serii składającej się z 18 odcinków.
Akcja serialu toczyła się w uniwersum świata BSG, około 58 lat przed wydarzeniami z nowej wersji serialu i opowiadała historię rodziny Adama oraz o okolicznościach powstania pierwszych Cylonów.

### Blood & Chrome
W lutym 2011 rozpoczęła się produkcja nowego serialu opowiadającego losy młodego Wiliama Adamy walczącego w czasie Pierwszej Wojny z Cylonami.

## Film kinowy (2010/2011)
W latach 2009–2011 twórca BSG – Glen A. Larson – był w trakcie rozmów z Universal Pictures odnośnie do przeniesienia Battlestar Galactica na duży ekran. Nowy film nie miał bazować na serialu wyprodukowanym przez Sci-Fi Channel, a na pierwotnej wersji z 1978 roku.
Reżyserem filmu kinowego miał być Bryan Singer.

## Postacie

### Porównanie obu wersji
Odpowiedniki postaci z pierwotnej wersji serialu w remake’u:
| 1978               | 2003                                     | 2003 |
| ------------------ | ---------------------------------------- | ---- |
| Prezydent Roslin   | Prezydent Laura Roslin                   |      |
| Komandor Adama     | Komandor/Admirał William Adama           |      |
| Kapitan Apollo     | Kapitan/Major Lee 'Apollo' Adama         |      |
| Porucznik Starbuck | Porucznik/Kapitan Kara 'Starbuck' Thrace |      |
| Hrabia Baltar      | Dr Gaius Baltar                          |      |
| Porucznik Boomer   | Porucznik Sharon 'Boomer' Valerii        |      |
| Pułkownik Tigh     | Pułkownik Saul Tigh                      |      |
| Sierżant Omega     | Porucznik Felix Gaeta                    |      |
| Rigel              | Anastasia 'Dee' Dualla                   |      |
| Komandor Cain      | Admirał Helena Cain                      |      |
| Troy 'Boxey'       | Boxey                                    |      |

Pozostałe postacie z obu seriali nie mają swoich odpowiedników.